# James Cullen (Mathematiker)
James Cullen (* 19. April 1867 in Drogheda; † 7. Dezember 1933) war ein irischer Jesuitenpater und Mathematiker.
Er studierte zunächst Mathematik am Trinity College in Dublin. Nach seinem Eintritt in den Jesuitenorden studierte er ab 1892 Philosophie und Theologie. Er empfing am 31. Juli 1901 die Priesterweihe. Ab 1905 lehrte er Mathematik in dem Jesuiteninternat Mount St. Mary's College in Derbyshire (England). In diesem Jahr veröffentlichte er einen zahlentheoretischen Aufsatz zu Zahlen der Form {\displaystyle C_{n}=n2^{n}+1}. Diese Zahlen werden heute nach ihm als Cullen-Zahlen bezeichnet.